# Finanzanlage
Finanzanlagen (oder Finanzanlagevermögen; englisch financial assets) sind bei Unternehmen derjenige Teil des Anlagevermögens, der sämtliche, dauernd dem Betriebszweck dienenden monetären und nicht-physischen Vermögensgegenstände umfasst.

## Allgemeines
Finanzanlagen ist die Bezeichnung für einen Bestandteil des Anlagevermögens, der sich im weiteren Sinne aus monetären Objekten zusammensetzt. Das gesamte Anlagevermögen eines bilanzierenden Unternehmens setzt sich aus Sachanlagen, immateriellen Vermögensgegenständen und Finanzanlagen zusammen. Das Anlagevermögen bildet mit dem Umlaufvermögen das Gesamtvermögen (=Bilanzsumme) eines Unternehmens. Finanzanlagen sind für die meisten operativ tätigen Unternehmen des produzierenden Gewerbes, in Handelsunternehmen oder Dienstleistungsunternehmen von untergeordneter Bedeutung. Charakteristisch hingegen sind sie bei Holdings, die umfangreiche Kapitalbeteiligungen halten.

## Arten
Finanzanlagen entstehen durch dauerhafte Kapitalüberlassung, die in verschiedenen Formen möglich ist. Aus ihr sollen Zinserträge oder Gewinnbeteiligungen erzielt werden. Die Gliederungsvorschrift des § 266 Abs. 2 A. III HGB regelt detailliert, welche Vermögensgegenstände dem Rechtsbegriff der Finanzanlagen unterworfen sind. Hierunter fallen:
- Beteiligungen und Ausleihungen an diese: Beteiligungen können in Form von Aktien (Aktiengesellschaft), Anteilen an einer GmbH, Komplementär- und Kommanditeinlagen und Beteiligungen als stiller Gesellschafter bestehen.
- Anteile an verbundene Unternehmen (§ 271 Abs. 2 HGB) und Ausleihungen an diese: Ausleihungen im Sinne der Finanzanlagen sind ausschließlich finanzielle Forderungen wie etwa grundpfandrechtlich gesicherte Darlehen, nicht aber Waren- und Leistungsforderungen. Die Laufzeit soll mindestens ein Jahr betragen. Um die Verflechtung mit anderen Gesellschaften transparent zu machen, sind die Ausleihungen an verbundene Unternehmen, Unternehmen, mit denen ein Beteiligungsverhältnis besteht, und sonstige Ausleihungen getrennt zu führen.
- Wertpapiere des Anlagevermögens: Liegt eine Beteiligungsabsicht nicht vor, sind die Anlagen unter den Wertpapieren des Anlagevermögens aufzuführen. Zu diesen zählen Kapitalmarktpapiere wie Aktien, Investmentanteile, festverzinsliche Wertpapiere und wertpapierähnliche Rechte (z. B. Bundesschatzbriefe).

Die Gliederungsvorschrift verlangt den getrennten Ausweis dieser Positionen zum Zwecke der Bilanzklarheit. Interessenten sollen erkennen können, in welcher Form das bilanzierende Unternehmen anderen Schuldnern Kapital überlassen hat. Neben dieser inhaltlichen Unterscheidung ermöglicht die Gliederung auch eine Differenzierung nach dem Grad des Einflusses, den das bilanzierende Unternehmen ausüben kann. Deshalb wird zwischen verbundenen Unternehmen, Beteiligungsunternehmen und Unternehmen unterschieden, bei denen keine Möglichkeit der Einflussnahme besteht.

## Zuordnung
Wertpapiere und Ausleihungen sind im Gliederungsschema des § 266 HGB zweimal enthalten, nämlich bei den Finanzanlagen (A III Nr. 2, 4 und 5) und im Umlaufvermögen (B II Nr. 2, 3 und III Nr. 1 und 2). Deshalb kann es zwischen Wertpapieren und Ausleihungen des Finanzanlagevermögens Zuordnungsprobleme zu denselben Bilanzpositionen des Umlaufvermögens geben. Die konkrete betriebliche Verwendungsart bestimmt die Zuordnung zum Anlage- oder Umlaufvermögen. Entscheidend für die richtige Zuordnung ist, dass im Finanzanlagevermögen die Bindungsdauer des Anlagevermögens gilt, wonach die Vermögensgegenstände dauernd dem Geschäftsbetrieb zu dienen haben (§ 247 Abs. 2 HGB). Das bedeutet für Wertpapiere, dass sie nicht für Handelszwecke gehalten werden dürfen und am Bilanzstichtag dazu bestimmt sind, dem Betrieb dauernd zu dienen. Bei Kreditinstituten sind sie im Anlagebuch zu führen. Bei Anleihen wird davon ausgegangen, dass sie bis zu ihrer Fälligkeit im Anlagebestand bleiben. Schecks oder Wechsel oder ähnliche Wertpapiere mit Zahlungsmittelfunktion – die auch zu den Wertpapieren gehören – sind regelmäßig dem Umlaufvermögen zuzuordnen.
Ist eine Zuordnung erfolgt, so muss sie im Regelfall beibehalten bleiben. Eine – ausnahmsweise vorzunehmende – Umgliederung zwischen Positionen des Anlage- und Umlaufvermögens und umgekehrt heißt Umwidmung und unterliegt strengen Vorschriften. Soll ein Vermögensposten vom Anlage- in das Umlaufvermögen oder umgekehrt übertragen werden, muss sich seine Zweckbestimmung geändert haben (§ 247 Abs. 2 HGB). Nach IAS 39.50-54 gibt es – abhängig vom Finanzinstrument und der Bewertungskategorie – zahlreiche Umwidmungs-Verbote. Umwidmungen haben stets zum Buchwert des letzten Jahresabschlusses zu erfolgen. Für Kreditinstitute gelten nach § 340e Abs. 2 HGB Sonderregelungen. wonach in das Anlagevermögen umzuwidmende Wertpapiere eine Restlaufzeit von mindestens einem Jahr aufweisen müssen. Davon erfasst werden lediglich alle Arten von Anleihen (Pfandbriefe, Unternehmensanleihen, Staatsanleihen, Kommunalanleihen) und Schuldscheindarlehen.
Die Zuordnung zum Anlage- oder Umlaufvermögen hat Folgen bei der Bewertung, denn Wertpapiere des Anlagevermögens unterliegen dem gemilderten Niederstwertprinzip, solche des Umlaufvermögens dem strengen Niederstwertprinzip. Wertpapiere des Anlagevermögens unterliegen einer Buy-and-hold-Strategie, und Wertminderungen durch fallende Börsenkurse führen nicht durch Abschreibungen zur Belastung der Ertragslage.